# منتخب جامايكا لكرة السلة للسيدات
منتخب جامايكا لكرة السلة للسيدات (بالإنجليزية: Jamaica women's national basketball team) هو ممثل جامايكا الرسمي في المنافسات الدولية في كرة السلة للسيدات
.